# W Series 2021
La W Series 2021 organizzata dalla FIA è, nella storia della W Series, la 2ª stagione ad assegnare il Campionato piloti, vinto da Jamie Chadwick, e la 1ª stagione ad assegnare il Campionato costruttori.
È iniziata il 26 giugno 2021 e si è conclusa il 24 ottobre, dopo otto gare.

## Piloti selezionati
Nel settembre del 2019 si sono svolti i programmi di qualificazione per la stagione 2020 dove vengono scelti 18 piloti. Causa pandemia di COVID-19 la stagione 2020 viene annullata, ma i qualificati vengono tenuti per la stagione 2021. L'11 giugno vengono nominate cinque pilote di riserva per la stagione 2021. Un'altra grande differenza di questa nuova edizione è che per la prima volta sarà una competizione fra scuderie.

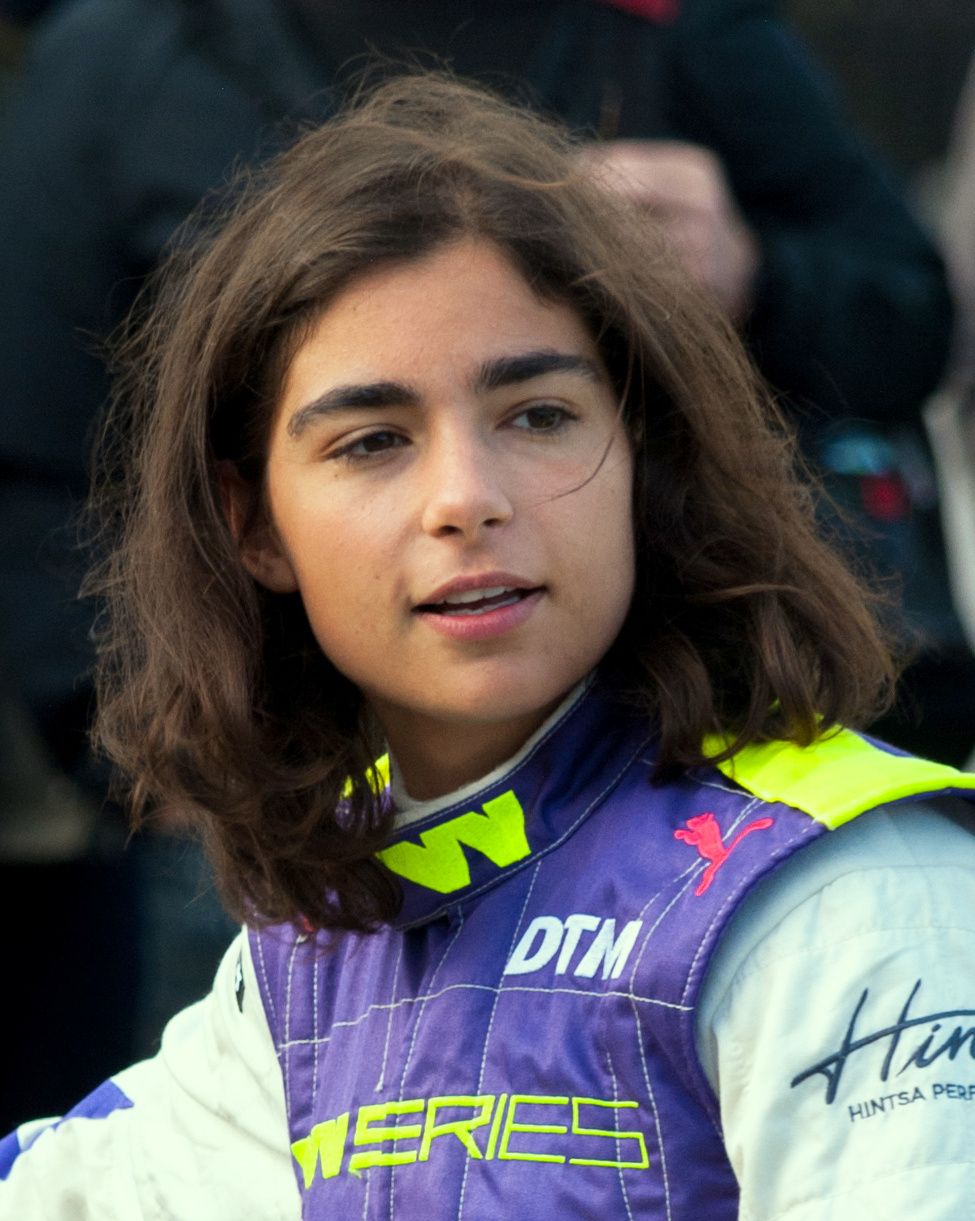
Jamie Chadwick, vincitrice della competizione.

| Team                 | N. | Pilota            | Round |
| -------------------- | -- | ----------------- | ----- |
| Puma W Series Team   | 3  | Gosia Rdest       | 1-2   |
| Puma W Series Team   | 19 | Marta García      | Tutti |
| Puma W Series Team   | 20 | Caitlin Wood      | 4-5   |
| Puma W Series Team   | 49 | Abbi Pulling      | 3,6-8 |
| Bunker Racing        | 5  | Fabienne Wohlwend | Tutti |
| Bunker Racing        | 37 | Sabré Cook        | Tutti |
| Ecurie W             | 7  | Emma Kimiläinen   | Tutti |
| Ecurie W             | 44 | Abbie Eaton       | Tutti |
| Sirin Racing         | 11 | Vicky Piria       | Tutti |
| Sirin Racing         | 85 | Miki Koyama       | Tutti |
| M. Forbes Motorsport | 17 | Ayla Ågren        | Tutti |
| M. Forbes Motorsport | 95 | Beitske Visser    | Tutti |
| Racing X             | 21 | Jessica Hawkins   | Tutti |
| Racing X             | 27 | Alice Powell      | Tutti |
| Scuderia W           | 22 | Belén García      | Tutti |
| Scuderia W           | 26 | Sarah Moore       | Tutti |
| W Series Academy     | 3  | Gosia Rdest       | 5     |
| W Series Academy     | 32 | Nerea Martí       | 1-    |
| W Series Academy     | 51 | Irina Sidorkova   | 1-4,6 |
| W Series Academy     | 20 | Caitlin Wood      | 7-8   |
| Veloce Racing        | 55 | Jamie Chadwick    | Tutti |
| Veloce Racing        | 97 | Bruna Tomaselli   | Tutti |

| N. | Pilota        | Round |
| -- | ------------- | ----- |
| 31 | Tasmin Pepper | TBA   |
| 99 | Naomi Schiff  | TBA   |

### Test
W Series ha annunciato il 16 maggio di aver scelto il Circuito Anglesey, in Galles, come luogo per il test pre-stagionale dal 17 al 21 maggio 2021. Il test pre-stagionale della W Series era originariamente previsto per il 26-30 aprile 2021 sul Circuito Riccardo Tormo di Valencia. W Series ha rivisto il suo programma a causa delle sfide presentate dalla pandemia globale in corso.

## Calendario
Il 12 novembre  2020 è stato annunciato il calendario per la stagione 2021, composto da otto gare tutti tenuti a sostegno del Campionato del Mondo di Formula 1. L'8 dicembre vengono definite le date delle otto gare previste. A seguito delle modifiche del calendario di Formula 1 viene modificato il luogo della prima gara.
Il 24 settembre, il GP del Messico viene sostituito in favore di un doppio Gran premio sul Circuito delle Americhe, in seguito alla decisione della FIA di posticipare il Gran Premio del Messico di Formula 1 dal 31 ottobre al 7 novembre 2021. 
| Round | Circuito                      | Data        | Pole Position   | Giro veloce     | Vincitore       | Secondo           | Terzo             |
| ----- | ----------------------------- | ----------- | --------------- | --------------- | --------------- | ----------------- | ----------------- |
| 1     | Red Bull Ring                 | 26 giugno   | Alice Powell    | Alice Powell    | Alice Powell    | Sarah Moore       | Fabienne Wohlwend |
| 2     | Red Bull Ring                 | 3 luglio    | Jamie Chadwick  | Jamie Chadwick  | Jamie Chadwick  | Irina Sidorkova   | Emma Kimiläinen   |
| 3     | Circuito di Silverstone       | 17 luglio   | Alice Powell    | Alice Powell    | Alice Powell    | Fabienne Wohlwend | Jamie Chadwick    |
| 4     | Hungaroring                   | 31 luglio   | Jamie Chadwick  | Jamie Chadwick  | Jamie Chadwick  | Alice Powell      | Nerea Martí       |
| 5     | Circuito di Spa-Francorchamps | 28 agosto   | Jamie Chadwick  | Emma Kimiläinen | Emma Kimiläinen | Jamie Chadwick    | Marta García      |
| 6     | Circuito di Zandvoort         | 4 settembre | Emma Kimiläinen | Alice Powell    | Alice Powell    | Jamie Chadwick    | Emma Kimiläinen   |
| 7     | Circuito delle Americhe       | 23 ottobre  | Abbi Pulling    | Alice Powell    | Jamie Chadwick  | Emma Kimiläinen   | Alice Powell      |
| 8     | Circuito delle Americhe       | 24 ottobre  | Jamie Chadwick  | Jamie Chadwick  | Jamie Chadwick  | Abbi Pulling      | Emma Kimiläinen   |

## Classifica
I punti sono stati assegnati ai primi dieci classificati, come segue:
| Pos.  | 1º | 2º | 3º | 4º | 5º | 6º | 7º | 8º | 9º | 10º |
| ----- | -- | -- | -- | -- | -- | -- | -- | -- | -- | --- |
| Punti | 25 | 18 | 15 | 12 | 10 | 8  | 6  | 4  | 2  | 1   |

| Pos. | Piloti            | RBR1 | RBR2 | SIL | HUN | SPA | ZAN | COA1 | COA2 | Punti |
| ---- | ----------------- | ---- | ---- | --- | --- | --- | --- | ---- | ---- | ----- |
| 1    | Jamie Chadwick    | 6    | 1    | 3   | 1   | 2   | 2   | 1    | 1    | 159   |
| 2    | Alice Powell      | 1    | 8    | 1   | 2   | 4   | 1   | 3    | 6    | 132   |
| 3    | Emma Kimiläinen   | 13   | 3    | 4   | 6   | 1   | 3   | 2    | 3    | 108   |
| 4    | Nerea Martí       | 7    | 7    | 5   | 3   | 8   | 4   | 8    | 8    | 61    |
| 5    | Sarah Moore       | 2    | 4    | 7   | 15  | 13  | 9   | 7    | 4    | 56    |
| 6    | Fabienne Wohlwend | 3    | 10   | 2   | Ret | 7   | 16  | 9    | Ret  | 42    |
| 7    | Abbi Pulling      |      |      | 8   |     |     | 7   | 4    | 2    | 40    |
| 8    | Beitske Visser    | 12   | 11   | 6   | 5   | DNS | 12  | 5    | 5    | 38    |
| 9    | Irina Sidorkova   | 8    | 2    | 14  | 4   | WD  | 13  |      |      | 34    |
| 10   | Belén García      | 4    | 9    | 17† | 8   | 14  | 8   | 12   | 7    | 28    |
| 11   | Jessica Hawkins   | 16   | 16   | 16  | 10  | 6   | 5   | 6    | 15   | 27    |
| 12   | Marta García      | Rit  | 12   | 12  | 7   | 3   | 18  | 15   | DNS  | 21    |
| 13   | Abbie Eaton       | 15   | 6    | 9   | 13  | 10  | 6   | Rit  | DNS  | 19    |
| 14   | Miki Koyama       | 5    | 18   | Rit | 12  | 9   | 10  | 10   | 12   | 14    |
| 15   | Bruna Tomaselli   | 11   | 5    | 11  | 9   | 15  | 17  | 17   | 11   | 12    |
| 16   | Caitlin Wood      |      |      |     | 17  | 5   |     | 13   | 10   | 11    |
| 17   | Ayla Ågren        | 10   | 14   | 15  | 11  | DNS | 15  | 16   | 9    | 3     |
| 18   | Gosia Rdest       | 9    | 17   |     |     | 16  |     |      |      | 2     |
| 19   | Vicky Piria       | 17†  | 15   | 10  | 16  | 12  | 11  | 14   | 14   | 1     |
| 20   | Sabré Cook        | 14   | 13   | 13  | 14  | 11  | 14  | 11   | 13   | 0     |
| Pos. | Pilota            | RBR1 | RBR2 | SIL | HUN | SPA | ZAN | COA1 | COA2 | Punti |